# Aída dos Santos
Aída Menezes dos Santos (* 1. März 1937 in Rio de Janeiro) ist eine ehemalige brasilianische Leichtathletin, die im Hochsprung und im Fünfkampf erfolgreich war. 1969 und 1971 gewann sie die ersten beiden Wettkämpfe im Mehrkampf für Frauen bei den Südamerikameisterschaften.

## Karriere
Bei den Südamerikameisterschaften 1961 siegte dos Santos mit einer Höhe von 1,60 Meter im Hochsprung. Zwei Jahre später gewann sie bei den Südamerikameisterschaften 1963 in Cali zwei Silbermedaillen: Mit 1,58 Meter unterlag sie bei gleicher Höhe ihrer Landsmännin Maria da Conceição im Hochsprung, im Speerwurf erreichte sie 38,29 Meter, lag aber deutlich hinter der Chilenin Marlene Ahrens. Bei den Panamerikanischen Spielen in São Paulo wurde sie Fünfte im Hochsprung.
Ihren wohl größten Wettkampf im Hochsprung zeigte dos Santos im Finale der Olympischen Spiele 1964 in Tokio. Ihr gelang mit 1,74 Meter den höchsten Sprung ihrer Karriere, als Vierte lag sie aber vier Zentimeter hinter der drittplatzierten Taissija Tschentschik aus der Sowjetunion.
Das Hochsprungfinale bei den Südamerikameisterschaften 1965 in Rio de Janeiro sah am Ende drei Brasilianerinnen vorn, mit 1,69 Meter siegte Maria da Conceição vor dos Santos mit 1,66 Meter und Irenice Rodrigues mit 1,51 Meter. Bei den Panamerikanischen Spielen 1967 in Winnipeg gewann dos Santos die Bronzemedaille im Fünfkampf und wurde erneut Fünfte im Hochsprung. Zwei Monate danach fanden in Buenos Aires die Südamerikameisterschaften 1967 statt, bei der der Fünfkampf noch nicht auf dem Programm stand; im Hochsprung gewann dos Santos mit 1,60 Meter ihre dritte Silbermedaille hinter Maria da Conceição.
Bei den Olympischen Spielen 1968 in Mexiko-Stadt nahm dos Santos nur am Fünfkampf teil und belegte sie trotz ihrer persönlichen Bestleistung von 4578 Punkten nur den 20. Platz. Die Südamerikameisterschaften 1969 in Quito fanden wie die Olympischen Spiele im Vorjahr in großer Höhe statt. Dos Santos erhielt für 1,60 Meter im Hochsprung zum vierten Mal Silber hinter Maria da Conceição. Im erstmals ausgetragenen Fünfkampf gewann sie mit fast zweihundert Punkten Vorsprung. 1971 konnte sie im Fünfkampf sowohl ihre Bronzemedaille bei den Panamerikanischen Spielen in Cali als auch ihren Sieg bei den Südamerikameisterschaften in Lima wiederholen.
Aída dos Santos ist 1,73 m groß und wog zu Wettkampfzeiten 68 kg.

## Privates
Dos Santos ist die Mutter der Volleyball-Olympiasiegerin Valeska dos Santos Menezes.